# Zuglio
Zuglio là một đô thị ở tỉnh Udine trong vùng Friuli-Venezia Giulia thuộc Ý, có cự ly khoảng 110 km về phía tây bắc của Trieste và khoảng 45 km về phía tây bắc của Udine. Tại thời điểm ngày 31 tháng 12 năm 2004, đô thị này có dân số 642 người và diện tích là 8,3 km².
Đô thị Zuglio có các frazioni (đơn vị cấp dưới, chủ yếu là các làng) Fielis, Formeaso, và Sezza.
Zuglio giáp các đô thị: Arta Terme, Lauco, Sutrio, Tolmezzo.